# Багатоповторний жим

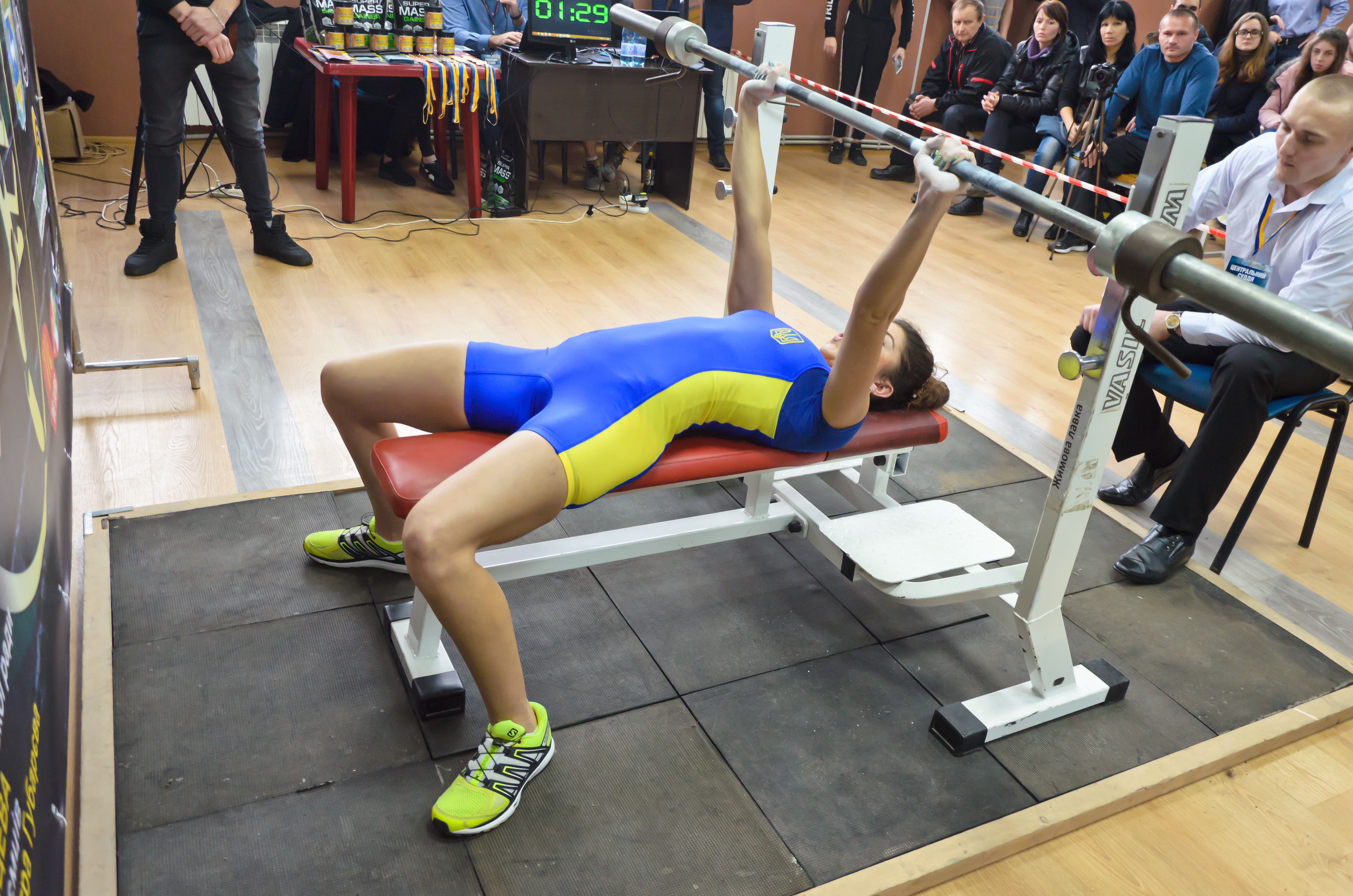
Багатоповторний жим в дії. Спортсменка виконує вправу на Чемпіонаті України з багатоповторного жиму в м. Олександрія.

Багатоповторний жим (рос. многоповторный жим, англ. multi rep bench press) – силовий вид спорту, в якому головним завдання є підняття (вижимання) штанги лежачи на горизонтальній лаві від грудей на максимальну кількість повторень. 
Багатоповторний жим є доволі доступним видом спорту, адже для першочергових тренувань достатньо всього горизонтальної лави для жиму лежачи та штанги. Заняття даним видом є досить безпечними і не мають суттєвих вікових обмежень. Рівень травматизму та навантаження на серцево-судинну систему залежить від ваги штанги з якою працює спортсмен (чим більша вага штанги - тим вищий рівень травматизму).
Безсумнівно, при заняттях багатоповторним жимом повинна зберігатися правильна техніка виконання вправи (майже аналогічна до змагальної вправи «жим лежачи») та дихання. Дітям можна займатися даним видом починаючи з 10 років, але виключно під наглядом кваліфікованого тренера.
Багатоповторний жим особливо популярний серед тих спортсменів, які раніше займалися іншими силовими та суміжними видами спорту, але в силу певних причин закінчили свою змагальну діяльність, або отримали травми.

## Історія розвитку в Україні
Не можна з точністю сказати, коли ж вперше були проведені змагання з багатоповторного жиму в Україні, тому що вони, безсумнівно, мали "underground" характер. Не можна й сказати що жим штанги на кількість повторень (багатоповторний жим) є новаторством, адже, з появою жимових лавок та штанг у «підвальних качалках» культуристи між собою змагалися не тільки, хто вижме найбільше, але й хто пропрацює з фіксованою вагою на найбільшу кількість повторень. Суміжно з популярним висловом «скільки жмеш?» можна було часто почути «а сотку на скільки вижимаєш?».
Різноманітні федерації пауерліфтингу України вже тривалий час включають в програму своїх офіційних заходів як шоу змагання з багатоповторного жиму.
Попри це, саме в АР Крим були здійснені перші вагомі спроби до надання багатоповторному жиму нового розквіту на території України. Було навіть проведено в 2007 році "чемпіонат Європи з екстремального жиму" який відвідали спортсмени з Росії, Вірменії, Грузії та України. Після проведення такого масштабного змагання багатоповторний жим з півострова так і не поширився на решту областей України.
До певного часу до багатоповторного жиму відносилися не серйозно, скоріше, як до забави, але в 2013 році була створена Федерації багатоповторного жиму України, яка вивела змагання з багатоповторного жиму на новий рівень, і почала позиціонувати багатоповторний жим як повноцінний силовий вид спорту.
Власне, Федерації багатоповторного жиму України на даний момент є єдиною в Україні федерацією яка займається цільовим розвитком та популяризацією багатоповторного жиму на території України, та здійснює необхідні кроки задля офіційного визнання багатоповторного жиму як виду спорту в Україні.

## Види багатоповторного жиму
Багатоповторний жим має чималу кількість альтернативних назв та варіацій – атлетичний, народний, подільський, російський, екстремальний, молодіжний, військовий, російський. За версією Федерації багатоповторного жиму України існує дві різновидності багатоповторного жиму – фіксованої та власної ваги. 

### Загалом, можна виділити наступні різновиди багатоповторного жиму, які можна зустріти на змаганнях
- жим власної ваги
- жим фіксованої ваги
- чортова дюжина
- жим 50% (30,40%,..., тощо) від власної ваги
- жимовий марафон
- жимове двоборство
- військовий жим

#### Класифікація за наявністю відпочинків на грудях
- з виконанням відпочинків на грудях
- без відпочинків на грудях

#### Класифікація за наявності обмежень по часу виконання
- без обмеження по часу
- з обмеженням часу (3, 5 хв.)

## Правила змагання
Всі учасники виконують по одному заліковому підході жим з обраною вагою штанги на максимально можливу кількість повторень протягом відведеного часу. Спортсмен, який в своїй номінації (категорії) отримає найбільший індекс атлетизму (піднятий тоннаж (вага штанги множиться на кількість виконаних повторень) ділиться на власну вагу спортсмена) стає переможцем.

### Вікові категорії
- «молодші юнаки», «молодші дівчата» - до 15 років включно (на день змагання);
- «юнаки», «дівчата» - до 18 років включно (на день змагання);
- «юніори», «юніорки» - до 23 років включно (на день змагання);
- «чоловіки», «жінки» - відкритий залік;
- «чоловіки ветерани», «жінки ветерани» - від 40 років та старші (на день змагання)

### Допустимі номінації для участі

#### Для чоловіків
- штанга 35 кг – для молодших юнаків;
- штанга 55 кг – для юнаків, юніорів, чоловіків, чоловіків ветеранів;
- штанга 75 кг  – для юнаків, юніорів, чоловіків, чоловіків ветеранів;
- штанга  100 кг– для юнаків, юніорів,  чоловіків, чоловіків ветеранів;
- штанга 125 кг – для юніорів,  чоловіків, чоловіків ветеранів;
- штанга  150 кг – для чоловіків;

#### Для жінок
- штанга 25 кг – для дівчат, юніорок, жінок, жінок ветеранів;
- штанга 35 кг – для дівчат, юніорок, жінок, жінок ветеранів;
- штанга  45 кг – для юніорок, жінок; жінок ветеранів;
- штанга  55 кг – для жінок.[2]

## Нормативи
|                      | ЧОЛОВІКИ        | ЧОЛОВІКИ | ЧОЛОВІКИ | ЧОЛОВІКИ | ЧОЛОВІКИ | ЧОЛОВІКИ | ЖІНКИ | ЖІНКИ | ЖІНКИ | ЖІНКИ |
| норматив/вага штанги | 35              | 55       | 75       | 100      | 125      | 150      | 25    | 35    | 45    | 55    |
| -------------------- | --------------- | -------- | -------- | -------- | -------- | -------- | ----- | ----- | ----- | ----- |
| МСМК                 | не присвоюється | 80       | 64       | 44       | 30       | 22       | 60    | 50    | 30    | 25    |
| МС                   | не присвоюється | 60       | 50       | 34       | 22       | 16       | 45    | 37    | 25    | 21    |
| КМС                  | 60              | 40       | 34       | 22       | 14       | 11       | 30    | 25    | 22    | 16    |
| І розряд             | 48              | 32       | 28       | 18       | 10       | 9        | 27    | 22    | 18    | 13    |
| ІІ розряд            | 36              | 26       | 22       | 14       | 8        | 7        | 24    | 20    | 14    | 9     |
| ІІІ розряд           | 28              | 21       | 16       | 10       | 6        | 5        | 20    | 15    | 10    | 7     |

ЗНАЧЕННЯ В ТАБЛИЦІ - ІНДЕКС АТЛЕТИЗМУ. В таблиці наведені внутрішні звання та розряди ФБЖУ з багатоповторного жиму. Не плутайте з аналогічними званнями які присвоюються Міністерством молоді та спорту України.

## Рекорди України станом на 01.01.2019

### Серед чоловіків
- вага штанги 55 кг - ФАЛЬБІЙЧУК ЯРОСЛАВ, 104.6 ІА
- вага штанги 75 кг - ХИМИЧ ЮРА, 105.4 ІА
- вага штанги 100 кг - НЕВМИВАКО ОЛЕКСАНДР, 89.9 ІА
- вага штанги 125 кг - ІЛЬЧЕНКО СЕРГІЙ, 43.1 ІА
- вага штанги 150 кг - ЩАРБАКОВ ОЛЕКСАНДР, 26.5 ІА

### Серед жінок
- вага штанги 25 кг - ЗУБАРИК ВАЛЕНТИНА, 67.3 ІА
- вага штанги 35 кг - УСИК ІРИНА, 59.7 ІА
- вага штанги 45 кг - КУРЧИН ВІКТОРІЯ, 47.8 ІА
- вага штанги 55 кг - ГАЙДУЧЕНКО ЛЮДМИЛА, 39.3 ІА